# Gombe Nemzeti Park
A Gombe Nemzeti Park (angolul: Gombe Stream National Park) Tanzánia nyugati részén, Kigoma régiós fővárostól 16 km-re északra fekszik a Tanganyika-tó partján. Az 1968-ban alapított park Tanzánia legkisebb nemzeti parkja, a Tanganyika-tó északi partja mentén emelkedő, erdővel borított hegyvidék mindössze 52 km² területű. A terepet mély völgyek szabdalják, a terület növényzete a legelőktől az alpesi bambuszerdőkön át az örökzöld esőerdőkig terjed. A csak vízi úton megközelíthető terület Jane Goodall etológus tevékenysége által vált ismertté, aki ezen a helyen végezte úttörő viselkedéskutatási megfigyeléseit az itt élő csimpánzpopuláción. A számos könyv és dokumentumfilm által bemutatott Kasakela csimpánzközösség a Gombe Nemzeti Park területén él.
Biológiai sokszínűsége egyre népszerűbb turistacélponttá teszi a Gombe Nemzeti Parkot. A csimpánzokon kívül más főemlősök is élnek itt: a parton kutató anubisz-páviánok, fehérarcú cerkófok, kolobuszmajmok. A park több mint 200 madárfajnak és a bojtosfülű disznónak ad otthont. Emellett 11 kígyófaj is él itt, és időnként a víziló és a leopárd is megjelenik. A parkba látogatók túrát tehetnek az erdőbe, ahol a csimpánzokat figyelhetik meg, vagy a Tanganyika-tóban úszhatnak és búvárkodhatnak, melyben több mint százféle pompás színezetű valódi csontoshal él.
A park 1997. május 27-e óta szerepel az UNESCO Világörökségi javaslati listáján

## Története
Jane Goodall 1960-ban kezdett kutatásaiba Tanzánia Kigoma körzetének Kakakombe völgyében. A Gombe Nemzeti Parkot 1968-ban a Gombe Stream Research Center megalapítását követően hozták létre. A park területe mindössze 32 km², de a szabdalt hegyvidék miatt tényleges felülete ennél lényegesen több (36–60 km²). A park a tó és a keleti oldalon 34-km-re emelkedő meredek hegylánc között terül el. A tengerszint feletti magasság a tóparti 775 m-től 1500 m-ig terjed. Jane Goodall szerint: hegyei „…meredeken emelkednek a tóparttól a hegygerinc felé…A hegygerinctől meredek oldalú völgyek húzódnak a tóig, ezeket mély vízmosások keresztezik, melyek a hegyhátakra hulló csapadékot vezetik el”.
A kutatás a kelet-afrikai csimpánz (Pan troglodytes schweinfurthii) Kakombe közösségének viselkedésére irányult, a park északi végén élő Mitumba közösség csak az 1990-es évek elején habituálódott. Több páviáncsapat (Papio anubis) folyamatos figyelése az 1970-es évek elején kezdődött. Rövidebb ideig tartó megfigyeléseket végeztek a vörös kolobuszon (Colobus badius tephrosceles) is. A kutatás a park központi és (jelenleg) északi részére összpontosult, a park déli felén még legalább egy nem habituálódott csimpánzközösség él. Teljes populációjukat 150 egyedre teszik, de mindeddig még nem végeztek számlálást. Az 1980-as években a csimpánzok valószínűleg nem voltak genetikailag elválasztva az északon élő populációktól, de a géncsere csak néhány évre korlátozódott, a populáció az 1990-es évekre viszont teljes mértékben elszigetelődött.
Rövid kronológia
- 1962–1965 Jane Goodall habituája a csimpánzokat, véletlenszerűen adott eleséggel
- 1965–1967 Folytatja a munkát, a sikeres megfigyelésekkel párhuzamosan növeli az eleség mennyiségét. A vizsgált populáció létszáma gyors növekedésnek indul az eleség miatti „bevándorlás” következtében, de 1966-ban bénulásos járvány, valószínűleg poliomyelitis (gyermekbénulás) tör ki közöttük. Hat egyed elpusztul illetve eltűnik, további hat megnyomorodik.
- 1967–1973 az eleség mennyiségét csökkentetik a csapat méretének növekedésére és a csimpánzok mozgási szokásaira gyakorolt hatása miatt.
- 1968. Légzésszervi járvány tör ki, melyet 1969-ben egy második követ.
- 1968? Diplomás hallgatók, később egyetemi hallgatók érkeznek, az 1970-es évek elején gyakran egyszerre 10-15 külföldi kutató is tartózkodik a parkban.
- 1970. A Kasakela-Kahama (KK) közösség osztódni kezd.
- 1972. A csökkentett eleségadag a csimpánzok elvándorlását eredményezi.
- 1972. Két önálló csoport alakul.
- 1974. Passion és Pom (anya és leányutódja) támadásokat kezdenek az újszülöttek ellen (egészen 1978-ig).
- 1974–1977 A Kasakela közösség hím tagjai támadásokat kezdenek a Kahama közösség (vagy a Kakombe közösség leszármazottai vagy esetleg egy önálló közösség) tagjai ellen, mely az összes Kahama hím halálához vezet.
- 1975-ben zaire-i lázadók négy kutatót elrabolnak, és bár sérülések nélkül szabadon engedik őket, egészen 1989-ig nem érkeznek külső kutatók a Gombe Nemzeti Parkba. Ez alatt az idő alatt képzett tanzániai terepi segítők végzik a viselkedési adatok gyűjtését.

## Klímája
A park átlagos hőmérséklete az évszaktól függően kis mértékben változik. A legmagasabb hőmérséklet az esős évszakban 25-26,5 °C, a száraz évszakban 27-30 °C. A legalacsonyabb átlagos hőmérséklet 18,5 – 21 °C.
A páratartalom az esős évszakban 60-100%, a száraz évszakban 30-70%. Az éves átlagos csapadékmennyiség 1600 mm.

## Állatfajok
A Gombe Nemzeti Parkban élő legfontosabb állatfajok: kelet-afrikai csimpánz (Pan troglodytes schweinfurthii), anubisz-pávián (Papio anubis), szavannacerkóf (Cercopithecus aethiops), vörös kolobuszmajom (Procolobus badius), bojtosfülű disznó (Potamochoerus porcus), bozóti antilop (Tragelaphus scriptus), közönséges petymeg (Genetta genetta), foltos hiéna (Crocuta crocuta), leopárd (Panthera pardus).

## Dr. Jane Goodall

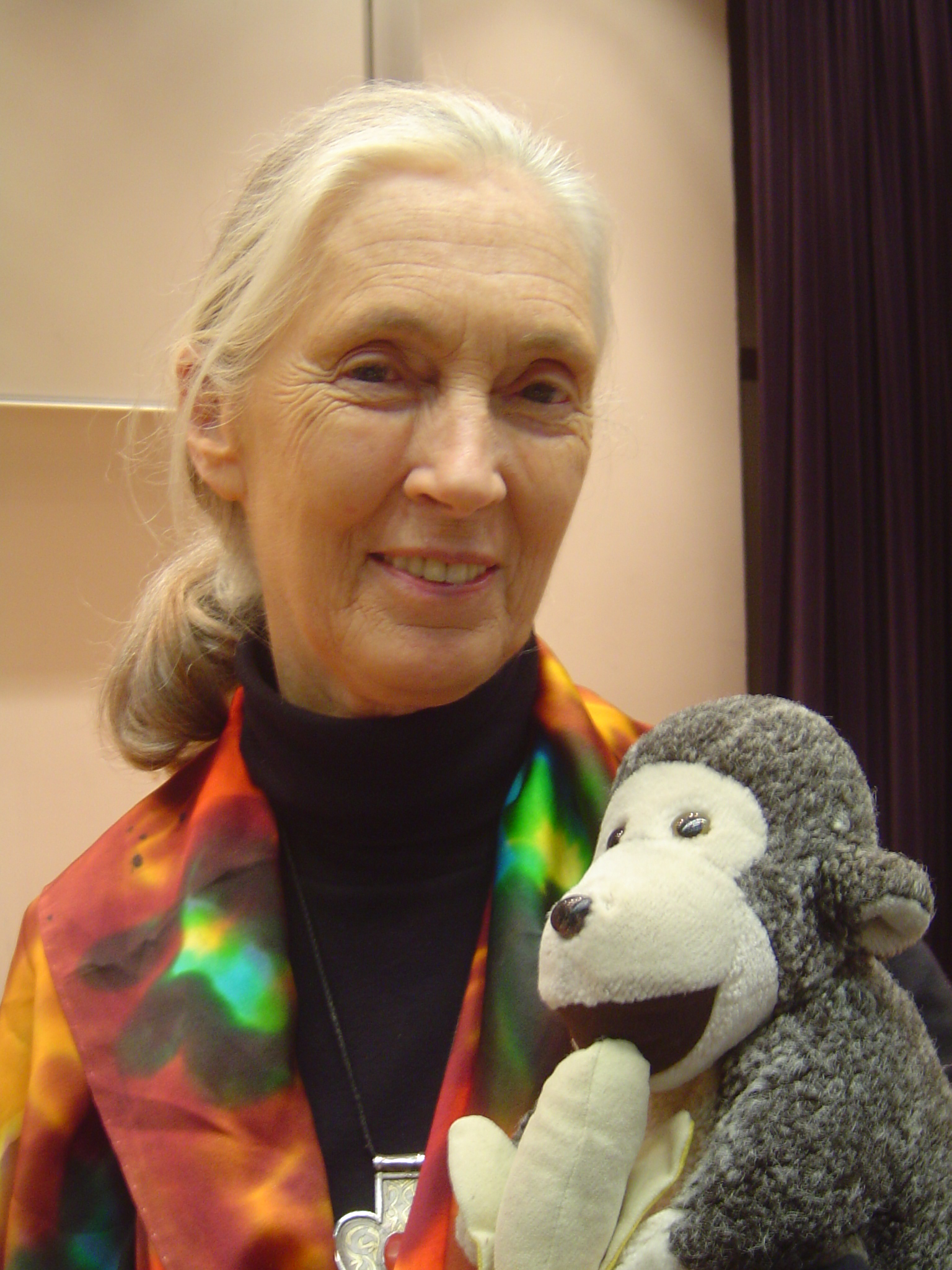
Dr. Jane Goodall

Jane Goodall először 1960-ban, 23 éves korában, mindenféle előzetes szakmai végzettség nélkül utazott Tanzániába. Akkoriban már elfogadott vélemény volt, hogy a csimpánzok kétségtelenül hasonlítanak az emberre – genetikai információnk 98%-a megegyezik. Ugyanakkor még kevés ismerettel rendelkeztünk a csimpánzok viselkedéséről és társadalmi felépítéséről. Jane Goodall a következőképpen emlékszik arra az időre, amikor kutatását elkezdte: „akkoriban – legalábbis etológiai körökben – nem volt szabad az állatok elméjéről beszélni. A gondolkodás képessége csak az emberek adatott meg. Ugyanúgy, nem volt illendő az állatok személyiségéről sem beszélni. Természetesen mindenki tudatában volt annak, hogy az állatoknak igenis megvan a saját egyéni karaktere – bárki, akinek volt kutyája ismerte ezt a tényt. De az etológusok, arra törekedvén, hogy tudományukat »egzakt« tudományként ismerjék el, óvakodtak attól, hogy ilyesmit objektíven próbáljanak megmagyarázni”. Ugyanakkor kutatásai pontosan erre nyújtottak bizonyítékot: a nem emberi lények, különösen a csimpánzok intellektuális és szellemi kifinomultságára. A hírneves antropológus, Dr. Louis Leakey támogatásával egy aprócska kutatóállomást hozott létre a Gombe patak mellett, abban a reményben, hogy többet sikerül megismernie legközelebbi rokonaink viselkedéséről. Hónapokat töltött itt a nehezen megközelíthető csimpánzcsapatok, különösen a Kasakela csimpánzközösség nyomában járva figyelte napi szokásaikat, mígnem az egyik csapat fokozatosan elfogadta őt, és ekkor lehetősége nyílt kivételes, bensőséges betekintésre a csimpánzok közösségének életébe.

### Kutatási eredményei
Kutatási módszereit meghatározó egyetemi tanulmányok hiányában, Dr. Goodall olyan dolgokat figyelt meg, melyek felett a szabatos módszerekkel dolgozó tudományos tanok elsiklottak. Ahelyett, hogy tudományosan sorszámokat adott volna a csimpánzoknak, Fifinek, Szürkeszakállú Dávidnak, és hasonlónak nevezte el őket, megfigyelései szerint egyedi és egyéni személyiségjegyekkel rendelkeztek, ez a gondolat akkoriban szokatlan volt. Úgy találta, hogy „nem csak az emberi lényeknek van személyisége, nem csak ők képesek józan gondolkodásra és érzelmek, például öröm vagy bánat kifejezésére”. Megfigyelt olyan viselkedésformákat is – ölelést, csókolózást, hátba veregetést, még csiklandozást is – melyeket jellegzetes emberi cselekedetnek tekintünk. Dr. Goodall szerint ezek a gesztusok a „szoros, segítőkész, gyengéd kapcsolatok bizonyítékai, melyek családtagok és közösségük más tagjai között fejlődnek ki, és melyek több mint 50 éves életük során végigkísérik őket”. Ezek a felismerések azt sugallják, hogy az ember és a csimpánz közötti hasonlóság a genetikai hasonlóságon túl másban is megnyilvánul, az érzelmekben, az intelligenciában, valamint a családi és társadalmi kapcsolatokban.
A tudóstársadalom előtt Dr. Goodallnak a Gombe Nemzeti Parkban folytatott kutatásai két régóta fennálló hiedelemmel való szembeszállás miatt ismertek, vagyis hogy csak az ember készít és használ szerszámokat és hogy a csimpánzok vegetáriánusok. Egy alkalommal megfigyelt egy hím csimpánzt, amint az újra meg újra egy fűszálat dugott egy termeszvárba, majd mintha „halászna”, a fűszálat kihúzva lenyalogatta a rákapaszkodó termeszeket. Sőt, a csimpánzok a fákról letört gallyakat le is csupaszították, ezáltal a termeszhalászat sokkal hatékonyabbá vált. Egy tárgy ilyen átalakítása kezdetleges szerszámkészítésnek is tekinthető. Mi, szerszámkészítő emberek már régóta megkülönböztettük magunkat az állatvilágtól. Válaszul Dr. Goodall forradalmi felfedezéseire Louis Leakey a következőket írta: „Mostantól vagy újrafogalmazzuk az ember mibenlétét, a szerszámok mibenlétét, vagy elfogadjuk, hogy a csimpánzok emberhez hasonló lények!” Megfigyelései során Dr. Goodall bizonyítékot talált arra, hogy a csimpánzok képesek a logikus gondolkodásra, az elvonatkoztatásra, az általánosításra, szimbólumok értelmezésére, és még az „éntudatra” is, mindezeket a tulajdonságokat korábban kizárólag az ember tulajdonságainak tartották.
Dr. Goodall a csimpánzok békés és gyengéd viselkedésével éles ellentétben álló agresszív oldalát is megfigyelte a Gombe-patak környékén. Felfedezte, hogy a csimpánzok képesek kisebb főemlősök, például kolobuszmajmok szisztematikus vadászatára és húsuk elfogyasztására. Egy alkalommal tanúja volt, amint egy vadászó csapat egy fán körbefogott egy kolobuszmajmot, minden lehetséges menekülési útvonalát elzárta, majd az egyik csimpánz a fára felmászva megölte a kolobuszt. A többiek mind részesedtek a húsból, melyet kéregető viselkedésükkel szereztek meg másoktól. Gombe csimpánzai a park kolobuszpopulációjának mintegy egyharmadát ölik meg évente. Ez önmagában olyan jelentős tudományos felfedezés volt, mely felborította a csimpánzok étrendjéről és viselkedéséről alkotott korábbi elképzeléseket.
De talán a legmegdöbbentőbb és felkavaróbb volt a csimpánzoknak saját csoportjaikon belül mutatott agresszív és erőszakos hajlama. Dr. Goodall megfigyelte, amint domináns nőstények saját dominanciájuk fenntartása érdekében szándékosan megölik a csapat más nőstényeinek kicsinyeit, néha még a kannibalizmustól sem rettennek vissza. A következőképpen ír erről a jelenségről: „Tanulmányaim első tíz éve során úgy hittem […] hogy Gombe csimpánzai többnyire kellemesebb jelenségek, mint az emberek […] Majd hirtelen azt találtuk, hogy a csimpánzok brutálisak is tudnak lenni – csakúgy, mint nekünk, az ő természetüknek is van egy sötétebb oldala”. Ezek a felfedezések forradalmasították a csimpánzok étrendjéről és táplálkozási szokásairól kialakított modern ismereteket, és további bizonyítékot szolgáltattak az ember és a csimpánz közötti szociális hasonlóságokra.

### Gombe Nemzeti Park és Tanzánia
Napjainkban Dr. Goodall a kutatásaival szerzett hírnevét használja fel arra, hogy a csimpánzok jólétének, a biológiai sokszínűség megőrzésének és a Föld ügyének általános szószólója lehessen. 1977-ben alapította meg a Jane Goodall Intézetet (Jane Goodall Institute), továbbá 1991-ben létrehozta a fiatalokra fókuszáló Rügyek és gyökerek (Roots &Shoots) környezetvédő hálózatot, melynek mára már a világ mintegy 100 országban több mint 8000 csoportja van. A parkban általa végzett kutatások mind maga a park mind a tudományos társadalom a számára nagy jelentőségűek. Amikor kutatásait elkezdte, a Gombe-patak környéke még csak egy vadrezervátum volt, az alapokat felforgató kutatási eredményei adtak támogatást a rezervátum nemzeti parkká való átalakítására. A felfedezései által előidézett nagy nyilvánosság Tanzánia számára is meghozta a nemzetközi érdeklődést. A turizmusnak és a támogatók pénzügyi adományainak nemcsak a park látta hasznát, hanem Tanzánia lakossága és az ország természetvédelme is.
Dr. Goodall csaknem tizenöt éven át egyfolytában a Gombe Nemzeti Parkban élt, az ez alatt az idő alatt összegyűjtött adatok, még ma is jelentős értéket jelentenek a tudomány számára. 1967-ben hozták létre a Gombe Stream Research Center-t (GSRC – Gombe-patak Kutatóközpont), melynek feladata a parkban folyó csimpánzkutatás koordinálása volt. A többnyire képzett tanzániaiak által működtetett kutatóközpont most már több mint 40 éve a leghosszabb ideje végzett terepi kutatás, mely az állatokat természetes környezetükben vizsgálja. A hosszú időn át összegyűjtött ritka és értékes adatok segítségével a tudósok több generáción át nyerhettek bepillantást a csimpánzok demográfiai eloszlásába, a hímek politikai játékaiba, vadászatukba, kultúrájukba, anya-kölyök kapcsolatokba. A folyamatban lévő kutatás tájékoztatást ad a csimpánzokra jelenleg leselkedő veszélyekről, például a betegségekre, az orvvadászatra, és élőhelyük megzavarására vonatkozóan, olyan tényezőkre, melyek a park területén élő más állatfajokat is veszélyeztetnek. Dr. Goodall kutatásai gyökeresen változtatták meg az etológiai gondolkodást és a viselkedéskutatás módszereit is.
Míg egykor az állatok érzelmeiről való véleményt, mint antropomorfizmust, elutasították, az állatok természetes környezetében végzett megfigyelései azt igazolják, hogy az állatok társadalmai, viselkedése és kapcsolatai bonyolult összefüggő rendszert alkotnak. A csimpánzok élőhelye (különösen táplálkozásuk) által támasztott igényekre vonatkozó kutatásai segítettek az újonnan létrehozott védett területek jobb kialakításában. A GSRC az itt élő páviánpopulációval kapcsolatosan is végez kutatást, melyet a Jane Goodall Center for Primate Studies (Jane Goodall Főemlőskutató Központ) irányít. A GSRC keretében folytatott kutatások eredményeképpen 35 Ph.D. dolgozat, több mint 400 cikk és 30 könyv keletkezett.

## Természetvédelem
A Gombe Nemzeti Park biológiai sokszínűségét elsősorban az emberi beavatkozás fenyegeti. Bár Tanzánia területének 25%-án parkok és vadrezervátumok fekszenek, a vadállomány folyamatosan csökken. Ennek oka főként a parkok vezetése, a kormányhivatalok és a vidéki közösségek közötti együttműködés jiánya.
A falvakhoz tartozó, mezőgazdaságilag művelt területek gyakran a parkok között fekszenek, akadályozva ezáltal az állatok védett területek közötti mozgását. Anyagi ösztönzők hiányában a falusi közösségek élelmiszerszerzési céllal, valamint saját biztonságuk érdekében is vadásznak az állatokra. A szegénység egyben növeli a bozóthús iránti igényt is, továbbá a gazdák egyre növekvő területeken irtják ki az erdőket termőterület céljára. Jelenleg a vadvilágból, a turizmusból és a sportcélú vadászatból származó jövedelmek a kormány ellenőrzése alá kerülnek, csupán 25%-uk marad a vidéki közösségeknél. Így egy önmagát erősítő folyamat veszi kezdetét, mivel az elszegényedett falvak lakói túlélésük érdekében rákényszerülnek a vadászatra, ezáltal csökken a vadak létszáma és a turizmusból származó bevétel, emiatt a kormánynak nem áll módjában támogatást adnia nekik a haszonból.

## Lásd még
- Jane Goodall
- Rügyek és gyökerek

## Külső hivatkozások
- UNESCO világörökség, javaslati lista
- Hivatalos honlap
- Tanzania tourist board
- Ape site at UCSD Archiválva 2014. február 12-i dátummal a Wayback Machine-ben